# 100 Miles and Runnin’
100 Miles and Runnin’ ist die am 14. August 1990 veröffentlichte EP der US-amerikanischen West-Coast-Rapgruppe N.W.A.
Vor den Aufnahmen zu der EP unterzeichneten alle fünf Mitglieder der Gruppe einen neuen Vertrag mit Ruthless Records. Trotzdem verließ Ice Cube die Gruppe nach der Vertragsverlängerung, so sind auf dieser EP Eazy-E, Dr. Dre, MC Ren und DJ Yella vertreten.

## Hintergrund & Inhalt
Der Titelsong 100 Miles and Runnin’ war das erste Lied der N.W.A, das längere Zeit auf Radiosendern gespielt wurde. Auch das dazugehörige Musikvideo war das erste der Gruppe, welches im Fernsehen gezeigt wurde. MC Ren und The D.O.C. schrieben die Texte für Dr. Dre und Eazy-E. 100 Miles and Runnin' war der erste Tonträger von N.W.A ohne Arabian Prince und Ice Cube.
Über Ice Cube macht die Gruppe einige herablassende Bemerkungen auf der EP, beispielsweise rappt Dr. Dre: “It started with five but yo, one couldn’t take it / So now there’s four 'cause the fifth couldn’t make it.” Weiterhin wurde Ice Cube als „Feigling“ bezeichnet, und auf dem Song Real Niggaz sagte MC Ren, dass Fans sich nur deshalb sein Album kaufen würden, weil sie denken, dass es ein Album von N.W.A sei, damit bezog er sich auf Ice Cubes Debütalbum AmeriKKKa’s Most Wanted, welches vor 100 Miles and Runnin’ auf den Markt kam. Ice Cube antwortete später auf die Attacken auf seinem im Jahr 1991 erschienenen zweiten Studioalbum Death Certificate. Arabian Prince dagegen wurde nicht gedisst, da er als Mitglied der N.W.A ohnehin nur selten in Erscheinung trat.
Die drei Lieder 100 Miles and Runnin, Just Don’t Bite It und Real Niggaz wurden später auf dem N.W.A’s Greatest Hits-Album wiederveröffentlicht, Real Niggaz war zusätzlich auf N.W.As letztem Studioalbum Niggaz4Life vertreten. 2003 war die komplette EP auf einer Remastered-Edition des Albums Niggaz4Life dabei. Auf dem Lied Kamurshol gibt es eine Rückwärtsbotschaft: Wenn man das Lied rückwärts abspielt, kann man Niggaz for life hören.
Auffallend bei der EP ist auch, dass Produzent Dr. Dre hier zum letzten Mal Up-tempo-Beats verwendete, außerdem rappt er auf der EP mit einer für ihn ungewöhnlich aggressiven Stimme, angeblich um das Fehlen von Ice Cube, der zu dieser Zeit für seine aggressiven und energischen Rapeinlagen berühmt geworden war, zu kompensieren.

## Titelliste
| #  | Titel                 | Verfasser                   | Länge |
| -- | --------------------- | --------------------------- | ----- |
| 1. | 100 Miles and Runnin’ | MC Ren, Eazy E, Cold 187 um | 4:32  |
| 2. | Just Don’t Bite It    | MC Ren                      | 5:28  |
| 3. | Sa Prize, Pt. 2       | The D.O.C., Eazy-E, MC Ren  | 5:58  |
| 4. | Real Niggaz           | The D.O.C., MC Ren          | 5:25  |
| 5. | Kamurshol             | –                           | 1:55  |

## Besetzung
- Eazy-E – Executive Producer
- Dr. Dre – Produzent
- Brian Kilgore – Tamburin
- Mike Sims – Bass, Gitarre
- Donovan Sound – Toningenieur
- DJ Yella – Produzent/DJ
- Steve Huston – Artwork
- Kevin Hosmann – Artdirector
- David Provost – Fotograf

### Anzahl der Auftritte
| Künstler | Anzahl der Auftritte    |
| -------- | ----------------------- |
| MC Ren   | Tritt in 4 Songs auf    |
| Dr. Dre  | Tritt in 3 Songs auf    |
| Eazy-E   | Tritt in 3 Songs auf    |
| DJ Yella | Tritt in einem Song auf |

## Kritik
| Professionelle Bewertungen | Professionelle Bewertungen |
| -------------------------- | -------------------------- |
| Kritiken                   |                            |
| Quelle                     | Bewertung                  |
| AllMusic                   | [ 1 ]                      |
| Entertainment Weekly       | (C+)                       |
| RapReviews                 | (6.5/10)                   |
| Robert Christgau           | (C−)                       |

100 Miles and Runnin’ wurde insgesamt als durchschnittlich bewertet. In der Entertainment Weekly schrieb Greg Sandow am 31. August 1991, dass N.W.A ohne Ice Cube „dumm“ klinge. Das Lied Just Don’t Bite It sei möglicherweise eines der frauenfeindlichsten Lieder, die je aufgenommen worden sind, die Gruppe hätte dieses Lied nur produziert, um Leuten, die ihnen Frauenfeindlichkeit vorwerfen, zu trotzen. Ihre Musik sei zwar nach wie vor stellenweise aufregend, aber die Musik auf 100 Miles and Runnin’ sei qualitativ kaum mehr als „Kinderkram“.
Robert Christgau schrieb auf seiner eigenen Internetseite, dass die „selbsternannten ‚Real Niggaz‘“ es nicht länger ertragen könnten, anderen „Fake-Gangstern“ dabei zuzusehen, wie diese die Charts erklimmen würden, und dass sie deswegen die EP auf den Markt warfen, in der Hoffnung, dass das Land darauf gewartet habe. Ironisch äußerte er sich auch über die von der Gruppe genannten Sexualpraktiken.

## Kommerzieller Erfolg

### Chartplatzierungen
| ChartsChartplatzierungen       | Höchstplatzierung | Wochen |
| ------------------------------ | ----------------- | ------ |
| Vereinigte Staaten (Billboard) | 27 (25 Wo.)       | 25     |
| Vereinigtes Königreich (OCC)   | 38 (4 Wo.)        | 4      |

### Auszeichnungen für Musikverkäufe
| Land/Region               | Auszeichnungen für Musikverkäufe (Land/Region, Auszeichnung, Verkäufe) | Verkäufe  |
| ------------------------- | ---------------------------------------------------------------------- | --------- |
| Vereinigte Staaten (RIAA) | Platin                                                                 | 1.000.000 |
| Insgesamt                 | 1× Platin ·                                                            | 1.000.000 |